# Modlitwa trzech stanów

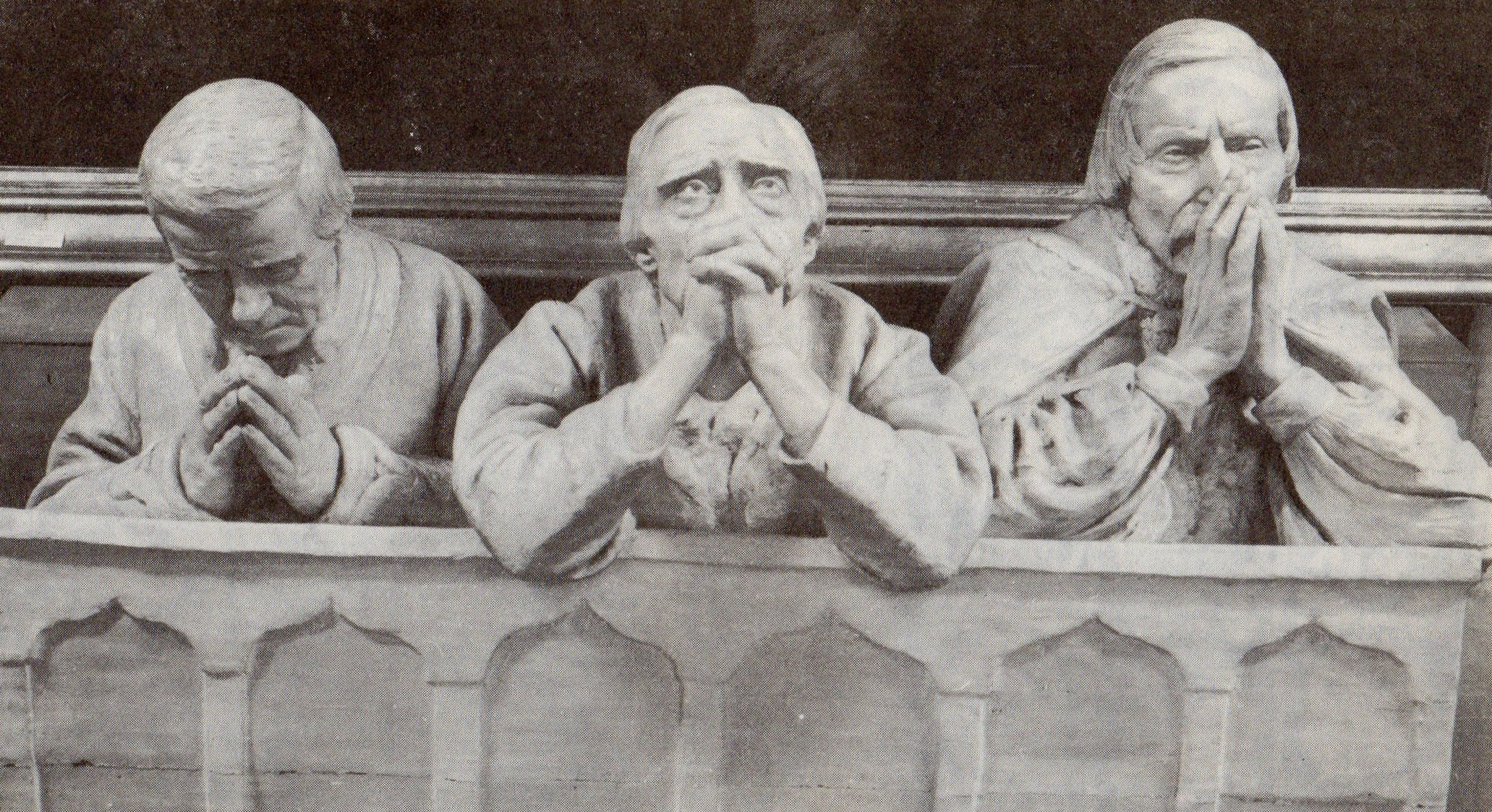
Modlitwa trzech stanów

Modlitwa trzech stanów – gipsowa rzeźba autorstwa Władysława Marcinkowskiego, znajdująca się w zbiorach Muzeum Archidiecezjalnego w Poznaniu. Powstała na przełomie XIX i XX wieku. Ma wymiary 147 x 60 cm.
Rzeźbiarz za pomocą prostych środków wyrazu, takich jak układ rąk, czy wyraz twarzy, w tym oczu, ukazał przepaść dzielącą klęczących obok siebie, rozmodlonych mężczyzn, przedstawicieli trzech stanów – chłopstwa, szlachty i duchowieństwa. Osoby te klęczą we wspólnej ławce kościelnej. Rzeźba jest głębokim studium psychologicznym, pokazując uzależnienie ludzi od pozycji zajmowanej w społeczeństwie i od stanu posiadania dóbr materialnych.